# Ingrid Braut
Ingrid Braut (* 18. Februar 1926 in Hamburg; † Ende Mai 2001 in Nordrhein-Westfalen) war eine deutsche Sängerin sowie Theater- und Filmschauspielerin.

## Leben und Wirken
Die Nichte der bekannten Schauspielerin Frigga Braut nahm während ihrer Schulzeit Klavier- und Gesangsunterricht und ließ sich später von ihrer Tante in der Schauspielkunst unterweisen. In der Endphase des Dritten Reichs stieß sie zum Theater und wurde dadurch, noch ein Teenager, auch Mitglied der Reichskulturkammer. Ihr Debüt gab Ingrid Braut in Wien und wurde anschließend von Saladin Schmitt ans Bochumer Schauspielhaus geholt. Es folgten Verpflichtungen nach Lübeck, Nürnberg und Regensburg, wo sie als Koloratursopranistin reüssierte. 1956 folgte Braut einem Ruf als Sängerin ans Landestheater Salzburg, im Jahr darauf ans Stadttheater Bern. Hier blieb sie mehrere Jahre. Es folgten Gastspielreisen durch Europa, wo sie unter anderem an der Seite des Tenors Helge Roswaenge auftrat.
Zeitgleich, seit Beginn der 1960er Jahre, trat Ingrid Braut vor Fernsehkameras, in Kurt Hoffmanns altbackener Familiengeschichte Ein Tag ist schöner als der andere, wo sie eine Hauptrolle verkörperte, wirkte sie 1969 in ihrem einzigen Kinofilm mit. Brauts erfolgreichste Zeit begann 1968, als sie mit ihrem Schauspieler-Gatten Alfons Höckmann in Düsseldorf die Leitung der dortigen Komödie übernahm. Dieser Bühne blieb sie bis zu ihrem Tod 2001 verbunden. “Ob in Schauspiel, Komödie oder Musical, boten sich ihrem Allroundtalent dort weit über fünfzig reizvolle Mittelpunktrollen, die ihr die Zuneigung des Publikums sicherten”, wie es in einem Nachruf hieß. Ende Mai 2001 starb sie nach kurzer, schwerer Krankheit in Düsseldorf oder ihrem Wohnort Kaarst.
Der Schauspieler Thomas Braut war Ingrid Brauts Cousin.

## Filmografie
Fernsehfilme, wenn nicht anders angegeben
- 1960: Die Landstreicher
- 1964: Mit den besten Empfehlungen
- 1969: Rebellion der Verlorenen, erster Teil
- 1969: Ein Tag ist schöner als der andere (Kinofilm)
- 1971: Komische Geschichten mit Georg Thomalla (Sketchserie, eine Folge)
- 1973: Wie wär’s denn, Mrs. Markham?
- 1975: Hier sind sie richtig
- 1977: Jedem das Seine
- 1980: Bei Harrods fing es an